# Cardioglossa
Cardioglossa é um género de anfíbios da família Arthroleptidae. Está distribuída por áreas florestais da África central e ocidental.

## Espécies
- Cardioglossa alsco Herrmann, Herrmann, Schmitz, and Böhme, 2004
- Cardioglossa cyaneospila Laurent, 1950
- Cardioglossa elegans Boulenger, 1906
- Cardioglossa escalerae Boulenger, 1903
- Cardioglossa gracilis Boulenger, 1900
- Cardioglossa gratiosa Amiet, 1972
- Cardioglossa leucomystax (Boulenger, 1903)
- Cardioglossa manengouba Blackburn, 2008
- Cardioglossa melanogaster Amiet, 1972
- Cardioglossa nigromaculata Nieden, 1908
- Cardioglossa occidentalis Blackburn, Kosuch, Schmitz, Burger, Wagner, Gonwouo, Hillers, and Rödel, 2008
- Cardioglossa oreas Amiet, 1972
- Cardioglossa pulchra Schiøtz, 1963
- Cardioglossa schioetzi Amiet, 1982
- Cardioglossa trifasciata Amiet, 1972
- Cardioglossa venusta Amiet, 1972